# 쇼 미 센터
쇼 미 센터(Show Me Center)는 미주리주 케이프지라도의 사우스이스트 미주리 주립대학교 캠퍼스에 위치한 다목적 경기장이다.
1987년 개교 이래 케이프지라도 시와 대학 간의 이 공동 프로젝트는 엔터테인먼트, 회의 및 모임 센터로서 매년 약 250개의 회의실과 160개의 경기장 행사를 주최한다. 그것은 후크 필드 하우스를 남동 미주리 주 육상 팀의 주요 홈으로 대체했다.
2015년에 쇼 미 센터는 562만 달러 업그레이드를 거쳤다. 변경 사항에는 새로운 점수판과 24초 시계, 중앙에 달린 비디오 디스플레이, 하단 섹션의 새로운 좌석, 개선된 오디오 시스템 및 코트 위의 LED 조명이 포함된다.
경기장은 또한 NCAA 디비전 1 남동 미주리 주립 대학 레 농구 팀의 홈구장이며 이러한 이벤트를 위한 7,373개의 좌석이 있다.
센터는 1991년 NCAA 여자 디비전 II 농구 챔피언십을 개최했다.
이 경기장은 1988년 4월 WWF 와 2000년 1월 WCW를 포함하여 역사상 전국적으로 방송된 여러 프로 레슬링 이벤트를 주최했다.